# Глущенко Олександр Миколайович
Олександр Миколайович Глу́щенко (нар. 28 січня 1938, Москва — пом. 12 вересня 1998, Київ) — український живописець; член Спілки радянських художників України з 1968 року. Син художників Миколи та Марії Глущенків.

## Біографія
Народився 28 січня 1938 року в місті Москві (нині Росія). Упродовж 1957—1962 років навчався у Київському художньому інституті, де його викладачами були зокрема Володимир Костецький, Олексій Шовкуненко, Ілля Штільман.
Жив у Києві в будинку на вулиці Володимирській, № 14, квартира № 6 та в будинку на вулиці Вишгородській, № 46, квартира № 103. Помер у Києві 12 вересня 1998 року.

## Творчість
Працював у галузі станкового живопису. Серед робіт:
- «Осінь на Дніпрі» (1965);
- «Київська вулиця» (1966);
- «Володимирська гірка» (1966);
- «Радянська площа» (1969)
- «Поділ» (1969).

Брав участь у республіканських виставках з 1965 року, зарубіжних — з 1968 року.